# Ghanija
Ghanija (arab. غانية) – miejscowość w Syrii, w muhafazie Idlib. W 2004 roku liczyła 1205 mieszkańców.